# 何齐山醒海葵
何齐山醒海葵（学名：Synandwakia hozawai）为山醒海葵科山醒海葵属的动物。分布于日本以及中国东海等海域。